# Muhammad Abdel Moneim
Princ Muhammad Abdel Moneim Beyefendi (20. února 1899, Alexandrie – 1. prosince 1979, Istanbul) byl egyptský princ a bývalý dědic trůnu Egypta a Súdánu v letech 1899 až 1914. Po abdikaci krále Farúka I. a následující Egyptské revoluci v roce 1952, sloužil jako regent za krále Fuada II. a to až do vyhlášení Egyptské republiky a zrušení Egyptské a Súdánské monarchie roku 1953.

## Život
Narodil se 20. února 1899 v Paláci Montaza poblíž Alexandrie. Jeho otec Abbás II. Hilmí panoval jako chediv a tak Muhammad Abdul Moneim se stal dědicem trůnu a po jeho narození získal titul dědičného prince. Vzdělával se ve švýcarském Fribourgu. Následně při vstupu Osmanské říše do 1. světové války jeho otec Abbás II. byl 18. prosince 1914 sesazen Británií. Jeho otce nahradil na trůně jeho strýc Hussein Kamel, který obešel Muhammadovo následnictví a byl degradován v řadě posloupnosti. Roku 1922 získal titul Jeho Výsost. Sloužil jako předseda Egyptského olympijského výboru (1934 až 1938). Roku 1939 byl jmenován předsedou Arabské delegace na Palestinkou konferenci v Londýně.
Po abdikaci Farúka I. sloužil jako předseda Rady Egyptské vlády (1952–1953). Roku 1952 získal pozdější král Fuad II. titul Jeho královská Výsost. Regentství přišlo ke konci, kdy se generálmajor Muhammad Nadžíb chopil moci a prohlásil Egypt republikou a to znamenalo konec vlády dynastie Muhammada Alího.
Zemřel 1. prosince 1979 v Istanbulu a je pohřben v Káhiře.

## Rodina
Muhammad Abdul Moneim se 26. září 1940 oženil se svou druhou sestřenicí Fatmou Neslişah Osmanoğlu Sultan. Byla dcerou prince Şehzade Omera Faruka a jeho první ženy a sestřenice princezny Rukiye Sabiha Sultan. Byla vnučkou posledního Osmanského chalífi Abdulmecida II.
S Fatmou Neslişah měl jednoho syna a jednu dceru:
- * Prince Abbáse Hilmího, která se oženil 1. června 1969 v Istanbulu s Mediha Momtaz se kterou má dceru a syna:
  - Princeznu Nabila Sabiha Fatima Hilmi Hanım
  - Prince Nabil Daoud Abdelmoneim Hilmi Bey
- Princeznu İkbal Hilmi Abdulmunim Hanımsultan, která se nevdala a nemá děti

## Tituly
Jeho Výsost dědičný princ Egypta a Súdánu (20. února 1899 – 18. prosince 1914)
Jeho Výsost princ Muhammad Abdul Moneim z Egypta a Súdánu (18. prosince 1914 – 23. července 1952)
Jeho královská Výsost princ Muhammad Abdul Moneim z Egypta a Súdánu (23. července 1952 – 1. prosince 1979)